# Attaque du district de Kech
L'attaque du district de Kech est survenue le 25 janvier 2022 lorsque des hommes armés ont pris d'assaut une base militaire pakistanaise dans la région de Sabdan à Dasht (en), dans le district de Kech, au Balouchistan, tuant au moins 10 membres du personnel de sécurité et capturant le camp,.

## Attaque
Un échange de tirs entre les assaillants et les forces est survenu le 25 janvier 2022 pendant trois heures. Des blessés, des armes et autres équipements des forces ont été saisis.